# Aftermath (R.E.M.)
Aftermath è un brano della band alternative rock R.E.M.. La canzone è il secondo singolo estratto da Around the Sun, tredicesimo album in studio del gruppo statunitense, pubblicato nel 2004.

## Tracce

### CD1
1. "Aftermath"
2. "High Speed Train" (live)

### CD2
1. "Aftermath"
2. "So Fast, So Numb" (Berry, Buck, Mills, Stipe) (live)
3. "All the Right Friends" (Berry, Buck, Mills, Stipe) (live)

## Classifiche
| Classifica (2004)               | Posizione massima |
| ------------------------------- | ----------------- |
| Germania                        | 78                |
| Paesi Bassi                     | 44                |
| Regno Unito                     | 41                |
| Stati Uniti (adult alternative) | 15                |
| Svezia                          | 59                |